# Adimari

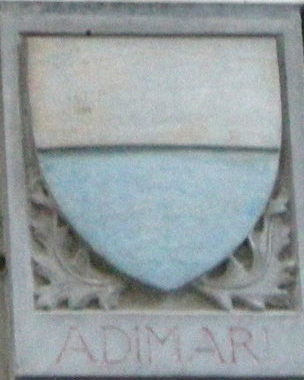
Herb Adimarich

Adimari – jedna z najpotężniejszych rodzin w Toskanii epoki średniowiecza. Jej protoplastą był hrabia Adimoro, żyjący w X wieku. W XIII w. zaliczali się do stronnictwa gwelfów.